# Друзяка В'ячеслав Михайлович
В'ячеслав Михайлович Друзяка (*16 травня 1940) — український поет-пісняр, перекладач, музикант, композитор і педагог. Член Національної спілки письменників України (1999 р.) і Чеської асоціації україністів (2000 р.).

## Життєпис
Народився в родині моряка Михайла Гавриловича Друзяки (*1912-†1979) і учительки Лідії Григорівни (*1919-†2009), уродженої Нечипуренко. Має ще молодшого брата Олександра (*1949).
Закінчив Станіславську середню школу (1957 р.), де його учителем був заслужений вчитель України письменник Кость Йосипович Голобородько (*1899-†1973), батько письменника Юрія Голобородька (*1927-†2009) та журналістів Олександра і Владислава Голобородьків. Вже в перші шкільні роки навчався гри на баяні у славетного станіславського музиканта Сили Микитовича Кравченка, який його також залучив грати на трубі в сільському духовому оркестрі. Згодом закінчив Нікопольське педагогічне училище (1960 р.), зараз у складі Криворізького педагогічного інституту Державного вищого навчального закладу «Криворізький національний університет», де вже у 1959 році працював концертмейстером і викладачем гри на баяні. Під час обов'язкової військової служби (1960–1963 рр.), яку проходив у танковому полку у м. Остер Чернігівської області, грав у штатному духовому оркестрі полку на корнеті-а-пістоні і на баяні (диригент Володимир Беляков) та організував там Ансамбль баяністів і акордеоністів (1961). Після демобілізації закінчив Київську державну консерваторію (1968 р.) по класу баяна професора Івана Алексеєва (*1923-†1992) та по класу хорового диригування професора Павла Муравського (*1914-†2014).
Відтак працював викладачем музики і диригентом у Липецьку (1968–1970), що в Російській Федерації, та в Миколаєві (1970–1972) і Одесі (1972–1997) в Україні.
28 грудня 1974 року в Одесі одружився з Марією Плугарж, уродженкою чеського села Богемка Миколаївської області, яка на все життя стала його поетичною музою. В родині народився син Володимир (*1961-†2010).
З 1997 року мешкає з дружиною у м. Міловиці (район Нимбург, Середньочеський край) в Чехії.

## Творчість
Перші вірші почав писати ще як учень середньої школи, а друкуватися лише з 1989 року. Незважаючи на таку затримку, його майже 60-ти літній творчий доробок складається із збірок поезій «Вікно лиману» (1995), «Степовий всесвіт» (1997), «В обіймах радості і журби» (2007) і «Україна — мій біль і надія» (2010), чисельних віршів, балад, поем і перекладів з англійської, російської і чеської мов в часописах, напр. Пороги, збірниках і на Інтернеті, статей, рецензій, інтерв'ю та музики до власних пісень і поезій-пісень Павла Гірника, Антона Михайлевського, Лаврентія Нагорного, Віктора Нарушевича (*1937-†2004), Бориса Олійника, Олега Олійниківа, Богдана Сушинського, Валерія Трохліба та інших. Музику до його поезій-пісень писали також Павло Рябошапка, Володимир Сисоєв, Світлана Перепелова та Олександр Бевз. 13 його пісень увійшли до пісенного альбому «Журавлинні мрії» (2000), а більше 20-ти пісень досить часто звучать на українському радіо і телебаченні, на «Радіо Вільна Європа/Радіо Свобода» і «Голос Америки» тощо.
Шанувальникам ліричної поезії він відомий як співець херсонських степів, рідного села Станіслав, що на березі Дніпровського лиману, славної козацької історії України, не байдужі йому також сумні і трагічні події в житті українського народу, зокрема, голодомор 1932–1933 рр., вимушена сучасна українська еміграція в Європу і Америку, Російська збройна агресія проти України (з 2014) тощо.
Перекладає твори поетів, з якими його пов'язує духовна спорідненість. Серед них українські поети, які пишуть (або писали) вірші також російською мовою, Володимир Домрін (*1934-†1985), Віктор Дзюба (*1936-†2004), Віктор Нарушевич (*1937-†2004), Валерій Трохліб, Володимир Бичковський, Станіслав Стриженюк, Віктор Мамонтов, чеські поети-класики Ян Неруда (*1834-†1891) і Ярослав Врхліцки (*1853-†1912), чеські поети з української Волині Ян Поспішіл (*1921-†1994) і Антонія Гржібовська (*1912-†2002), російський поет Іван Бунін (*1870-†1953), американський поет-лірик і музикант Говард Еліот Ешман англ. Howard Elliott Ashman (*1950-†1991) тощо.

### Збірки, окремі поезії і переклади, пісенні альбоми
- В ОБІЙМАХ РАДОСТІ Й ЖУРБИ: Вірші / Вступна стаття Олекса Різниченко, післямова Александр Дрбал (чес.). — Перше вид. — Прага-Міловіце: Власним накладом, 2007. — 78 с. — [Збірка вийшла на електронних носіях (CD) невеликим накладом].
- В ОБІЙМАХ РАДОСТІ Й ЖУРБИ : Збірка поезій і перекладів / Передмова Олекса Різниченко. - Вид. друге, виправлене / Ред. А. Дрбал. – Прага – Міловіце : Власним накладом, 2015. – 85 c. — [Збірка вийшла на електронних носіях (CD) невеликим накладом для друзів і шанувальгтків].
- ВІКНО ЛИМАНУ: лірика / ред. Л. І. Нарушевич, худож. оформ. С. Є. Ситников. — Одеса: РВВ кінокомпанії Південь, 1995. — 32 с. — ISBN 5-7707-8281-1.
- [ВІРШІ] // Письменники Одещини на межі тисячоліть: Антологія — довідник / упоряд. Б. І. Сушинський. — Одеса: Альфа-Омега: ОКФА, 1999. — С. 105–107. — (Література рідного краю). — ISBN 966-571-043-5.
- [ВІРШІ] (Літня ніч ; Магія степу ; Милуюсь, вражений красою ; Лелеча мова лагідна, казкова) // Чорноморські новини (Одеса). — 2005. — 1 вересня.
- ГЕНОЦИД (поема) // Придніпровська зірка (Білозерка, Херсонська область). — 2009. — 27 листопада.
- ЖОВТОГАРЯЧИЙ ВОЛІ СТЯГ: вірш // Пороги (Прага). — Рік 13. — 2005. — № 1. — С. 28.
- СЕЛО МОЄ ТАМ, НА ВОЛИНІ… Переклади та поезії В'ячеслава Друзяки // Пороги (Прага). — Рік 18. — 2010. — № 4. — С. 26-27 : 1 іл.
- СТЕПОВИЙ ВСЕСВІТ: поезії / ред. В. В. Нарушевич, передм., худож. оформ. Б. І. Сушинський. — Одеса: Чорномор'я, 1997. 59 с. — ISBN 966-555-130-2.
- ЖУРАВЛИНІ МРІЇ: Пісенний альбом / Музика В'ячеслав Друзяка ; Тексти В'ячеслав Друзяка і Антон Михайлевський ; Виконують соліст Одеської філармонії Дмитро Склема та солісти ансамблю пісні і танцю Південноукраїнського військового округу: лауреат Національного конкурсу Костя Трофименко, Микола Трофименко, Олег Орлов, Мирон Гавриляк, Віктор Ландирь. — Київ, 2000. — CD.
- УКРАЇНА — МІЙ БІЛЬ І НАДІЯ: збірка віршів і пісень / Вступні статті Олекса Різниченко «В обіймах радості й журби» та Олександр Голобородько «Його столиця — Станіслав»; Автор обкладинки В. Друзяка. — Київ — Херсон: Просвіта, 2010. — 158 с. : портр., ноти, іл. — ISBN 978-966-2133-52-3.

Обкладинки поетичних збірок В'ячеслава Друзяки

Вікно лиману (1995)Вікно лиману (1995)
Степовий Всесвіт (1997)Степовий Всесвіт (1997)

### Статті, рецензії
- ПАМ'ЯТІ ВАСИЛЯ ЗЕМЛЯКА // Пороги (Прага). — 2003. — № 2. — С. 10-11 : 1 іл.
- СИСОЄВ ВОЛОДЯ. З НАДІЄЮ І БОЛЕМ В СЕРЦІ: [про пісенники Володимира Сисоєва] // Татарбунарский вестник (Татарбунари, Одеська область). — 2007. — 17 октября. — № 79 (5109). — С. 1-2 : 2 іл.
- ЦАРСЬКИЙ ПОДАРУНОК БІДНОГО МУЗИКИ: [про пісенники Володимира Сисоєва] // Чорноморські новини (Одеса). — 2007. — 27 жовтня.
- ЩИРО ДО СВІТУ: [рецензія на книжку поета Петра Шульги (Київ)] // Говорить і показує Україна (Київ). — 2005. — 17 листопада.

### Інтернет-публікації поетичних та пісенних творів
- В ОБІЙМАХ РАДОСТІ І ЖУРБИ: Поезії і переклади / Вступна стаття Олекса Різниченко. — Друге вид. — Міловіце: Власним накладом, 2007. — 78 с.
- ГЕНОЦИД: поема // Пороги (Прага). — Рік 17. — 2009. — № 5. — С. 20-21 : 2 іл. [Архівовано 15 червня 2015 у Wayback Machine.]
- ГЕНОЦИД / Додаток до статті: А. Дрбала «Великий Голодомор і чехи в Україні». [Архівовано 14 червня 2015 у Wayback Machine.]
- ГЕНОЦИД (поема) // Придніпровська зірка (Білозерка, Херсонська область). — 2009. — 27 листопада
- ЖОВТОГАРЯЧИЙ ВОЛІ СТЯГ: [Вірш] / Кагуй Петро «Листи на Свободу» [08.01.2005] // Радіо Свобода [Архівовано 14 червня 2015 у Wayback Machine.]
- УКРАЇНА — МІЙ БІЛЬ І НАДІЯ: збірка віршів і пісень / Вступні статті Олекса Різниченко та Олександр Голобородько. — Київ — Херсон: Просвіта, 2010. — 158 с. : портр., ноти, іл. — [Архівовано 26 червня 2015 у Wayback Machine.] ISBN 978-966-2133-52-3
- КОХАННЯ НАПІЙ // Журавлинні мрії: Пісенний альбом / Слова і музика В'ячеслав Друзяка; виконує соліст Одеської обласної державної філармонії Дмитро Склема. — Київ, 2000 [Архівовано 29 липня 2020 у Wayback Machine.]
- НАЩАДКИ КОЗАКІВ // Журавлинні мрії: Пісенний альбом / Музика В'ячеслава Друзяки, слова Антона Михайлевського; Виконують солісти ансамблю пісні і танцю Південноукраїнського військового округу: лауреат Національного конкурсу Костя Трофименко, Микола Трофименко, Олег Орлов. — Київ, 2000 [Архівовано 29 липня 2020 у Wayback Machine.]